# Municipio de Baltinava
El municipio de Baltinavas (en Letón: Baltinavas novads) es uno de los ciento diez municipios de Letonia, se encuentra localizado en el suroeste de dicho país báltico. Fue creado durante el año 2009 después de una reorganización territorial. La capital es la villa de Baltinava.

## Ciudades y zonas rurales
- Baltinavas pagasts (zona rural)

## Población y territorio
Su población se encuentra compuesta por un total de 1.387 personas (2009). La superficie de este municipio abarca una extensión de territorio de unos 185 kilómetros cuadrados. La densidad poblacional es de 7,49 habitantes por cada kilómetro cuadrado.